# 格热戈日·丘拉
格热戈日·丘拉（波蘭語：Grzegorz Cziura，1952年1月3日—2004年7月17日），波兰男子举重运动员。他曾代表波兰参加1972年和1976年夏季奥林匹克运动会举重比赛，其中1976年奥运会获得一枚银牌。